# Ćojluk
Ćojluk (en cyrillique : Ћојлук) est un village de Bosnie-Herzégovine. Il est situé dans la municipalité de Srebrenik, dans le canton de Tuzla et dans la fédération de Bosnie-et-Herzégovine. Selon les premiers résultats du recensement bosnien de 2013, il compte 133 habitants.
Avant 1991, le village était rattaché à la localité de Donji Srebrenik ; depuis 1991, il est recensé comme une entité administrative à part entière.

## Histoire
La mosquée de Ćojluk a été construite en 1666 et rénovée en 1971 ; elle est inscrite sur la liste des monuments nationaux de Bosnie-Herzégovine.

## Démographie

### Évolution historique de la population dans la localité
| 1948 | 1953 | 1961 | 1971 | 1981 | 1991 | 2013 |
| ---- | ---- | ---- | ---- | ---- | ---- | ---- |
| -    | -    | -    | -    | -    | 168  | 133  |

|  |